# Latif al-Ani
Latif al-Ani (Kerbala, 1932-Bagdad, 18 de noviembre de 2021) fue un fotógrafo pionero iraquí, conocido como "el padre de la fotografía iraquí" y que destacó por sus trabajos fotográficos que combinan antigüedad y modernidad. Durante su carrera activa, desde la década de los 50 hasta finales de la de los 70, representó una forma de vida en Irak que se estaba perdiendo rápidamente a medida que el país se embarcaba en un programa de modernización. Documentó personas, monumentos antiguos y muchas facetas de la vida urbana en Irak. Dejó de tomar fotografías después del ascenso de Saddam Hussein, consciente de que no podía mantener su anterior perspectiva optimista sobre el futuro de Irak.

## Trayectoria
Latif al-Ani nació en Bagdad en 1932. Durante su infancia, pocos fotógrafos comerciales operaban en Irak; las prohibiciones sociales y religiosas de hacer imágenes y representaciones figurativas significaron que Irak adoptó relativamente tarde la fotografía y la cinematografía. Un puñado de fotógrafos y cineastas, como Abdul-Karim Tiouti y Murad al-Daghistani, habían estado operando en Basora y Mosul desde finales del siglo XIX y principios del siglo XX, pero las oportunidades para que los jóvenes iraquíes aprendieran el arte de la fotografía eran escasas. No fue hasta finales de la década de 1940, siendo Al-Ani aún un adolescente, cuando se produciría una proliferación de estudios fotográficos comerciales en las principales ciudades de Irak, incluida Bagdad.
Al-Ani estuvo expuesto por primera vez a la fotografía cuando, de niño, ayudaba en la tienda de su hermano mayor de la calle Mutanabbi, que estaba al lado del estudio de un fotógrafo judío, llamado Nissan. El joven Al-Ani estaba fascinado. Al notar el interés del niño, el hermano de Al Ani le compró una cámara, una caja Kodak, alrededor de 1947, cuando al-Ani tenía 15 años. Después de eso, la cámara nunca se apartó de su lado. Sus primeras fotografías fueron de escenas y objetos cotidianos en su entorno inmediato: vida en la calle, palmeras, plantas, rostros y personas en los tejados. Este tipo de temáticas se convertirían en un tema recurrente en su obra.
En la década de 1950, aprovechó una oportunidad para emprender una carrera en fotografía. Un amigo de al-Ani, Aziz Ajam, trabajaba como editor de la revista interna de la Iraqi Petroleum Company. Al-Ani solicitó una pasantía allí y, en 1954, comenzó a trabajar bajo la dirección de Jack Percival y se convirtió en su aprendiz. Mientras estuvo en IPC, al-Ani aprendió todos los aspectos de la fotografía, incluido el trabajo aéreo. Como miembro del personal del IPC, tomó fotografías para la revista en árabe de la compañía, Ahl al-Naf [Gente del petróleo] bajo la atenta mirada de Percival.
En 1960, fundó el Departamento de Fotografía en el Ministerio de Información (posteriormente rebautizado como Ministerio de Cultura). En ese momento, era una de las pocas personas en Irak que sabía cómo revelar fotografías en color. Contrató a un asistente, Halim al-Khatat, quien luego se convirtió en un conocido fotógrafo. Su departamento publicó la revista New Iraq (en cinco idiomas: árabe, kurdo, inglés, francés y alemán) que se distribuyó a comunidades diplomáticas extranjeras y organizaciones internacionales que operaban en Iraq. Durante este período, Al-Ani viajó documentando la vida social y la cultura iraquí, la industria, la agricultura, los trabajadores, la maquinaria y el desarrollo. Este tipo de trabajo no solo encajaba bien con las propias preocupaciones de Al-Ani, sino que también encajaba con la agenda socialista del gobierno. Al-Ani explica sus motivaciones:

"Comenzó con la revolución de 1958. Este pasado se está borrando; se ha borrado. Sentí que no habría estabilidad. Se comieron a los hombres y llegaron los nuevos. Se abrió la caja de Pandora y llegó a gobernar gente ignorante, que no tenía cultura ni entendía el poder que tenía. El miedo fue uno de los principales motivos para documentar todo tal y como era. Hice todo lo que pude para documentar, para salvaguardar esa época".

Por su papel en la documentación de la llamada edad de oro de Irak, al-Ani ha sido etiquetado como el "padre de la fotografía iraquí".
En la década de 1970, fue nombrado jefe de fotografía de la Agencia de Noticias Iraquí. Esto proporcionó más oportunidades para documentar la vida social y cultural de Irak. A lo largo de su carrera, se sintió obligado a registrar una forma de vida que temía que se estaba perdiendo a medida que el país se embarcaba en un período de "modernización". Al-Ani era optimista y "quería mostrar a Irak como un lugar civilizado y moderno". Al mismo tiempo, estaba orgulloso del antiguo pasado sumerio y mesopotámico de Irak.
Al-Ani tenía el instinto de yuxtaponer las capas del antiguo patrimonio artístico de Irak con temas claramente modernos. Su trabajo ha sido influenciado por artistas iraquíes de mediados del siglo XX, incluido Jawad Saleem. Por ejemplo, su retrato de la pareja estadounidense en Ctesiphon muestra a una pareja estadounidense visitando el Taq Kisra (arco en Ctesiphon ) en el fondo, mientras escuchan a un anciano beduino sentado en el suelo tocando el rabab.
En las décadas de 1960 y 1970 disfrutó del éxito internacional, trabajando y exhibiendo en el Medio Oriente, Europa y los Estados Unidos. Sin embargo, dejó de tomar fotografías en 1979, cuando el régimen de Saddam Hussein prohibió tomar fotografías en público. No solo era peligroso tomar fotografías, sino que al-Ani había perdido su perspectiva optimista sobre el futuro de Irak.
Después de la jubilación de al-Ani, su trabajo fue prácticamente olvidado. Recuerda detenerse en un quiosco de noticias en 2005 donde estaban regalando calendarios; tras la inspección, se dio cuenta de que más de la mitad de las fotografías eran obra suya, pero reproducidas sin ninguna atribución a él, ya que nadie conocía al fotógrafo. Su contribución al arte y la cultura iraquíes fue 'redescubierta' por un equipo de la Fundación Ruya, que trabajaba para preservar el patrimonio artístico de Irak y encontró la colección de al-Ani. A fines de 2017, montaron una exposición individual del trabajo de Al-Ani en la Coningsby Gallery de Londres. Este evento, combinado con la publicación de una monografía sobre el artista, suscitó un gran interés por el fotógrafo y su obra.
Al-Ani murió el 18 de noviembre de 2021, a la edad de 89 años, en Bagdad.

## Obra
La mayoría de sus fotografías son en blanco y negro. Su habilidad para combinar la herencia de arte antiguo de Irak dentro de un formato contemporáneo sugiere que fue influenciado por artistas iraquíes de mediados del siglo XX, incluido Jawad Saleem.
Al igual que con muchos artistas iraquíes, gran parte de su archivo fue destruido o saqueado durante la invasión estadounidense de Irak en 2003. El archivo de Arab Image Foundation tiene varios cientos de fotografías de al-Ani sobrevivientes. 
Lista selecta de fotografías publicadas
- Lady in the Eastern Desert (Dama en el desierto oriental)
- US Couple in Ctesiphon (Pareja estadounidense en Ctesifonte)
- Haidar-Khana Mosque, Baghdad (Mezquita Haidar-Khana, Bagdad)
- Building the Darbandikhan Dam (Construcción de la presa Darbandikhan)
- Al Malak, Baghdad (Al Malak, Bagdad)
- Architecture in Baghdad, Bab Al Muadham (Arquitectura en Bagdad, Bab Al Muadham)

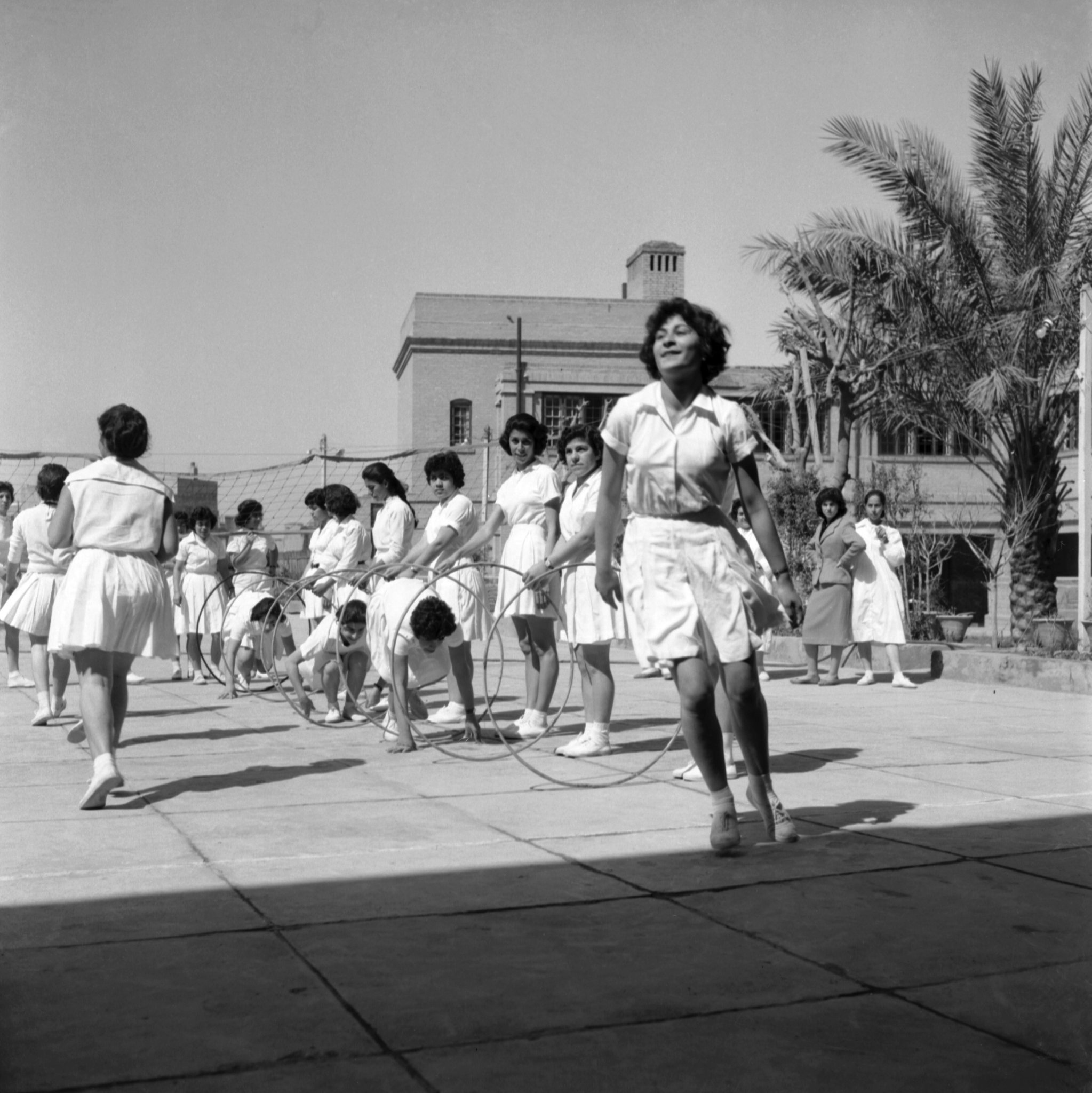
Al-Aqida secondary school, Baghdad, 1961
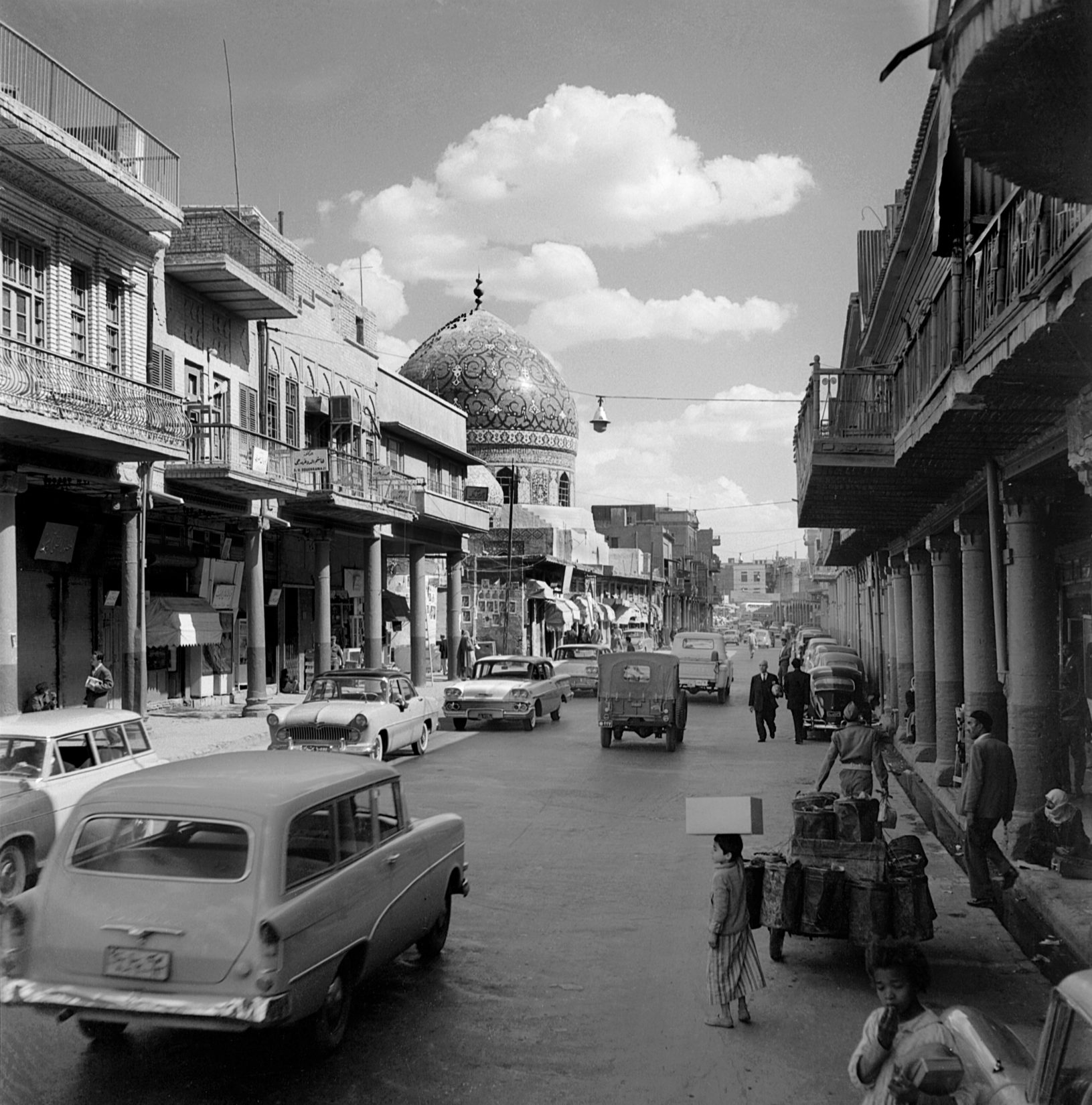
Al-Rasheed Street 1961
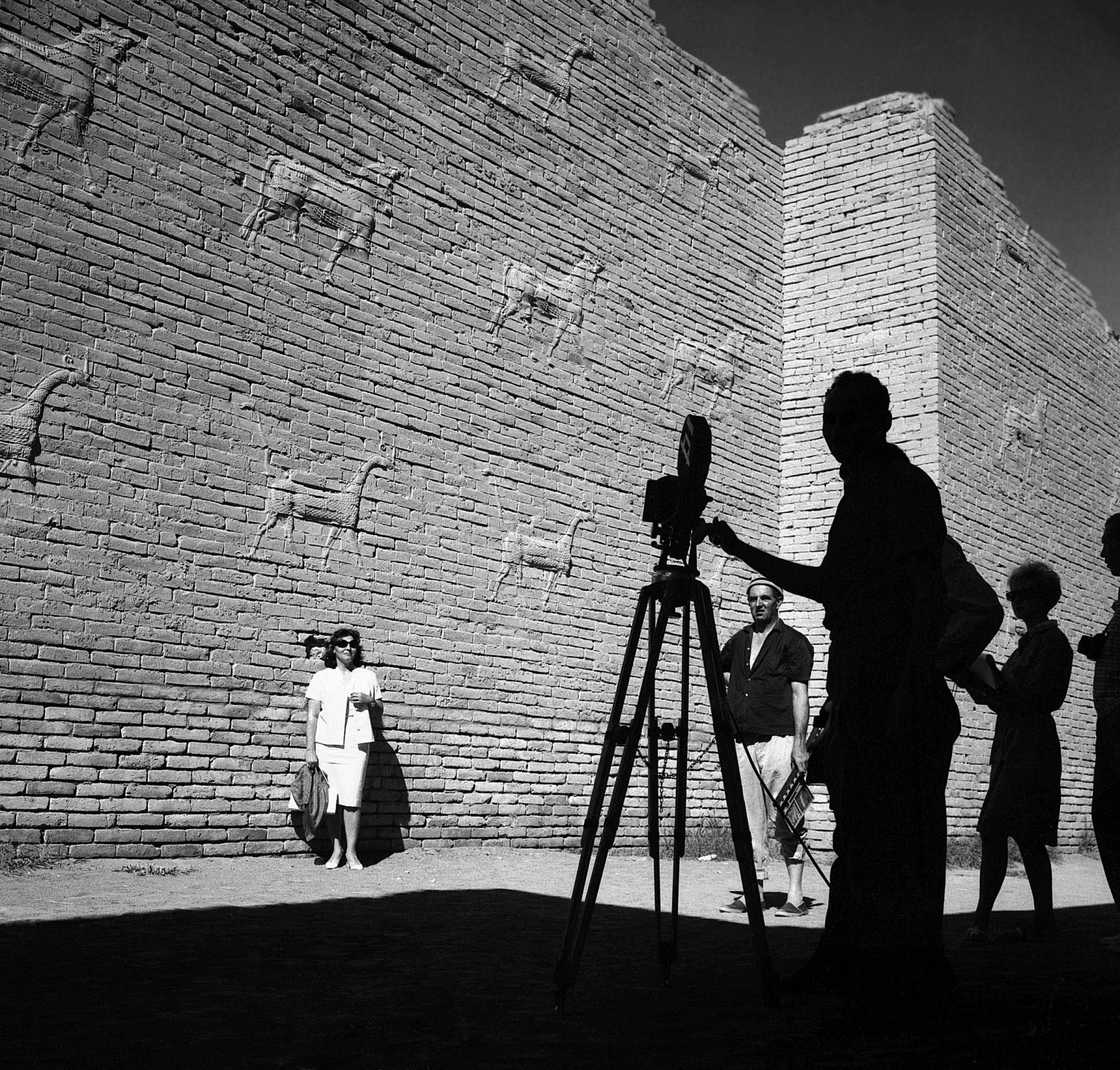
Babylon, Iraq, 1970
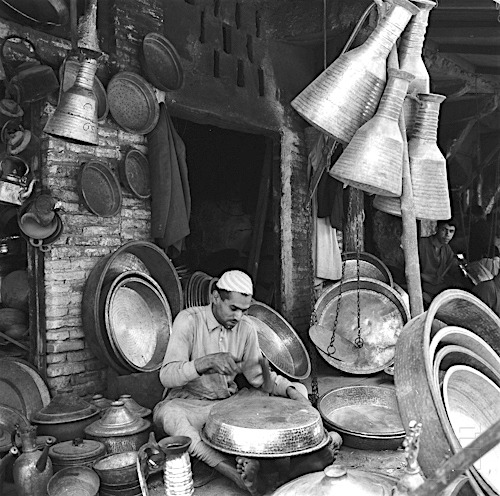
Coppersmith at Suq Al-Safafir, Baghdad, 1962
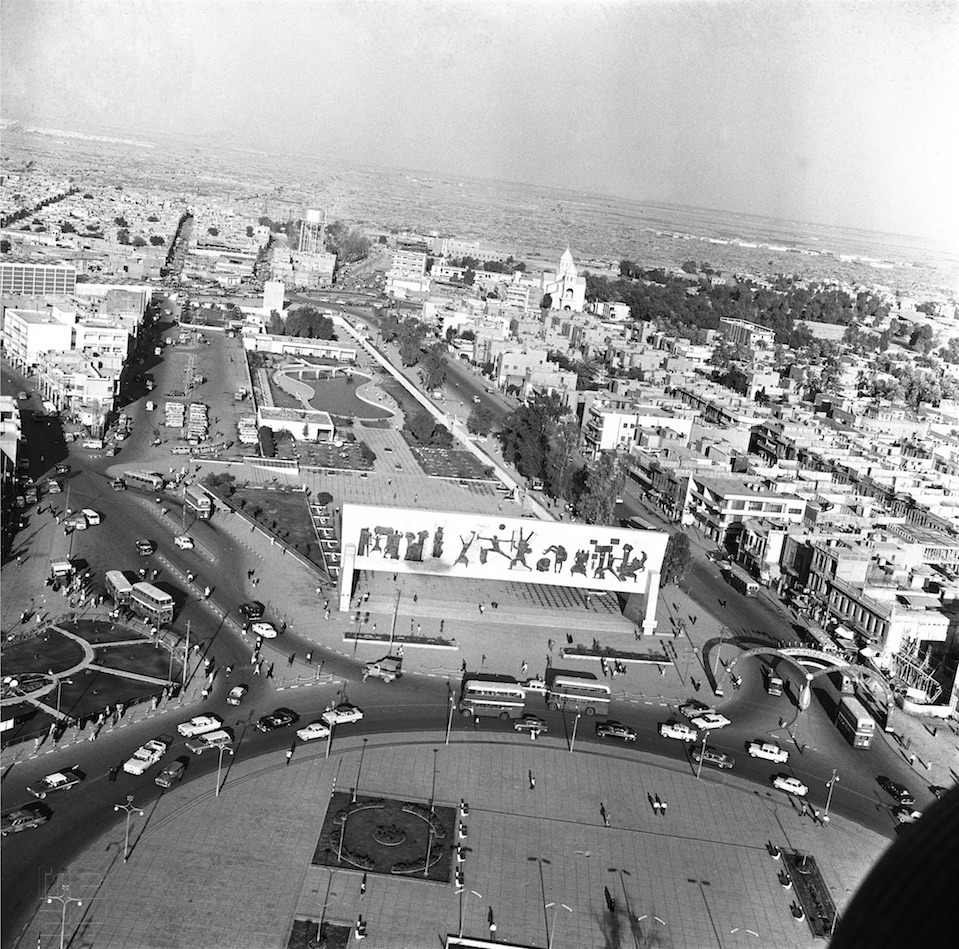
Liberty Monument and Umma Park, Baghdad, 1961
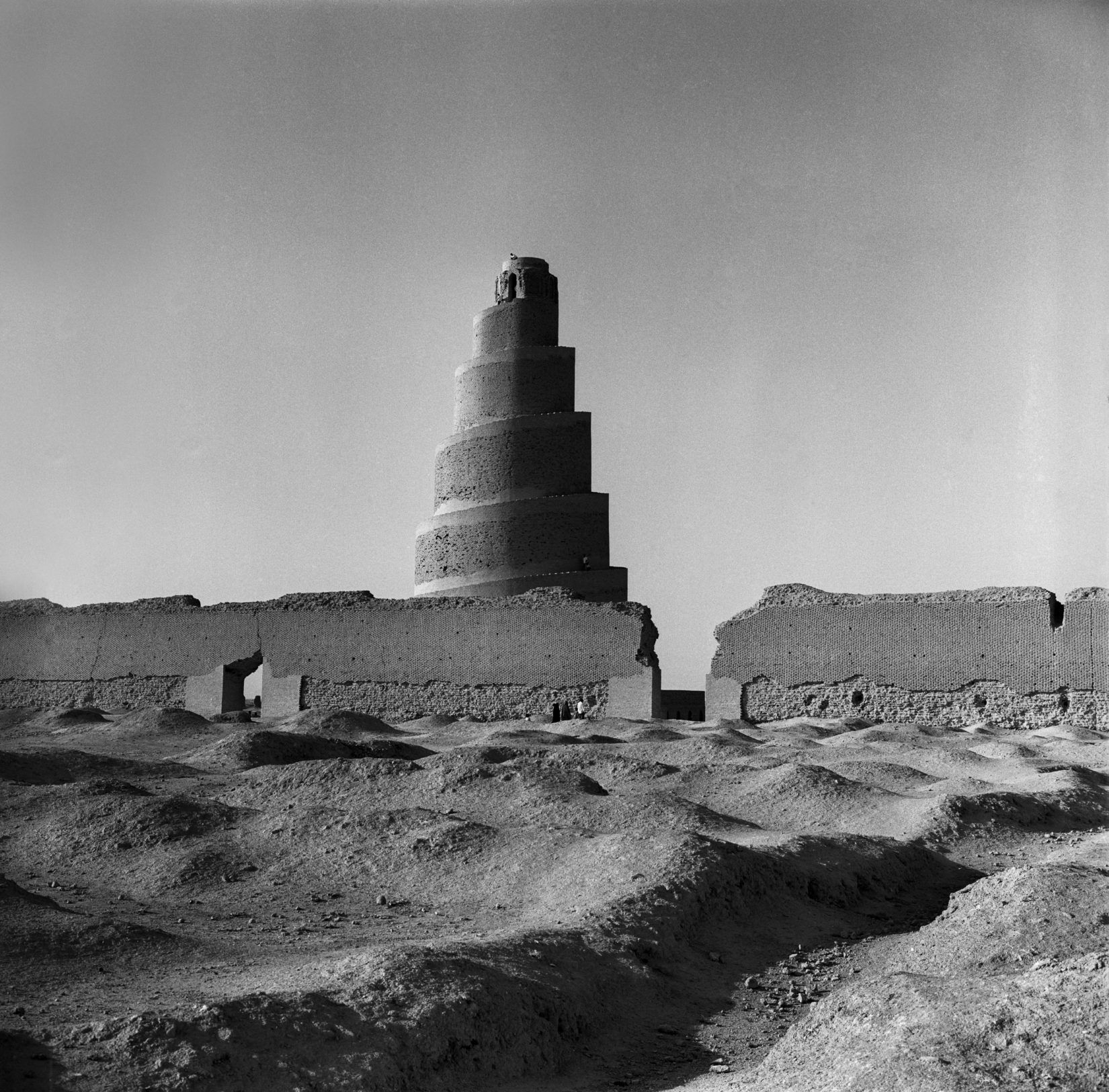
Malwiya, Samarra, 1960
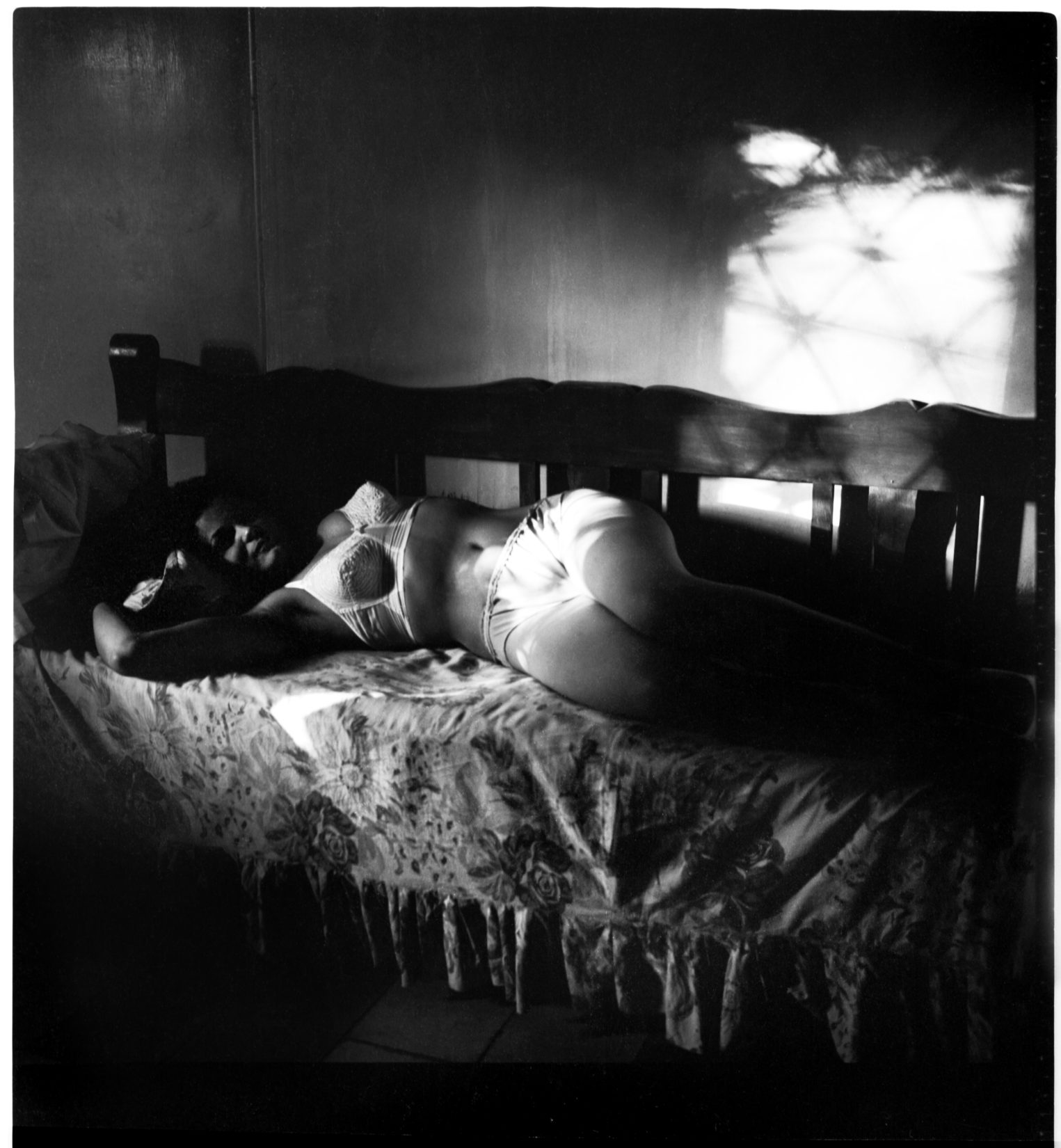
Model, Baghdad, 1956
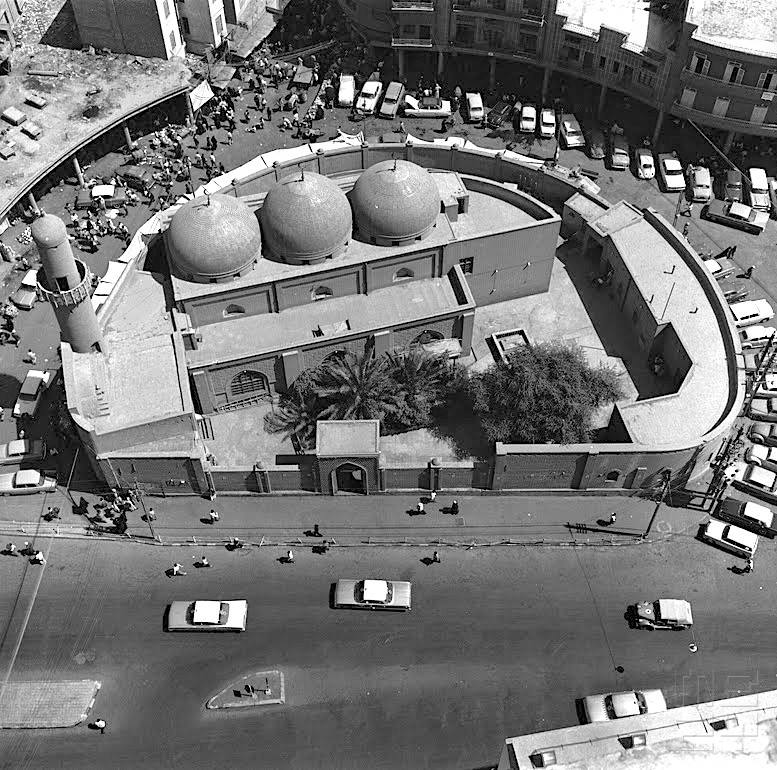
Murjan Mosque, Baghdad, 1962
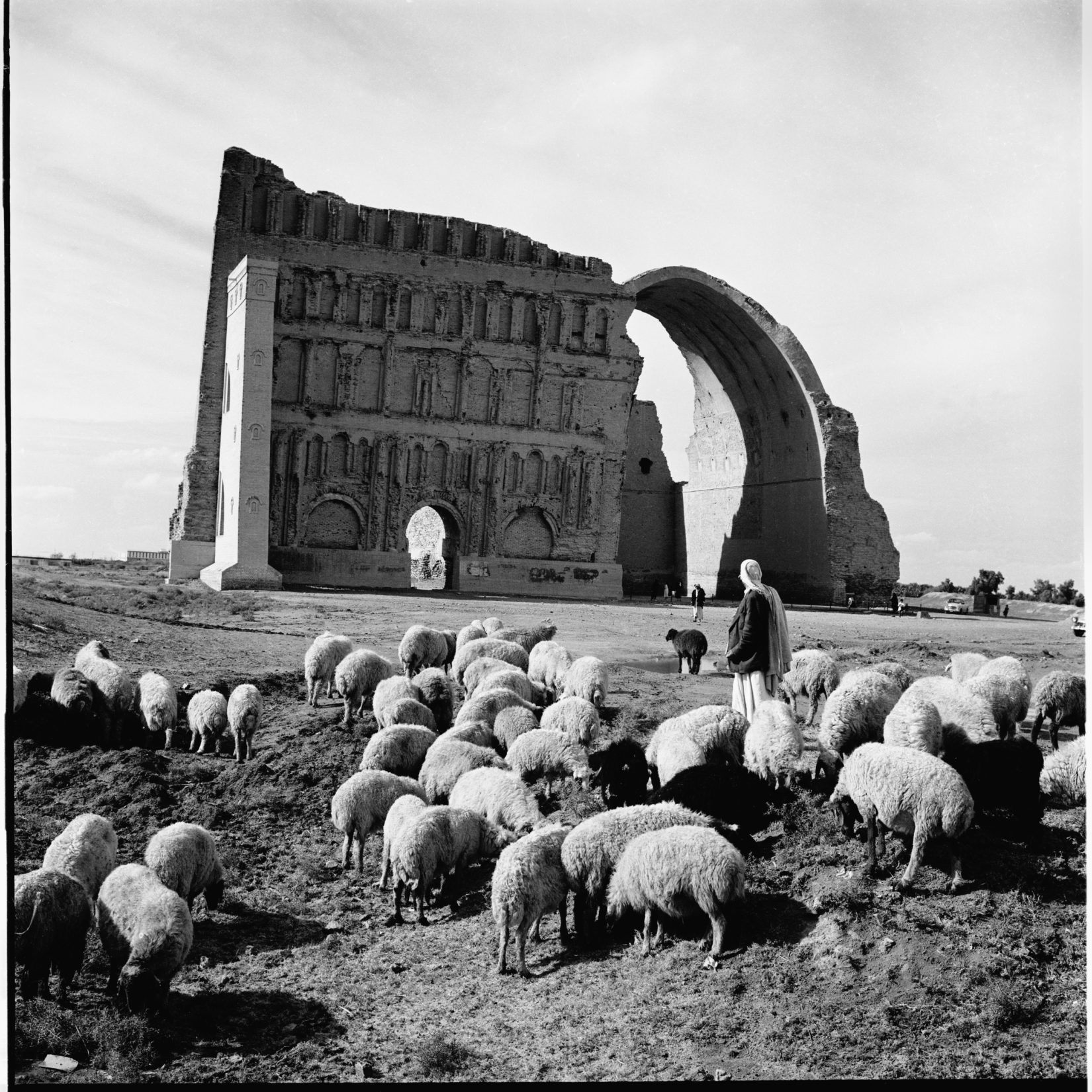
Taq-i Kisra, Baghdad, 1963
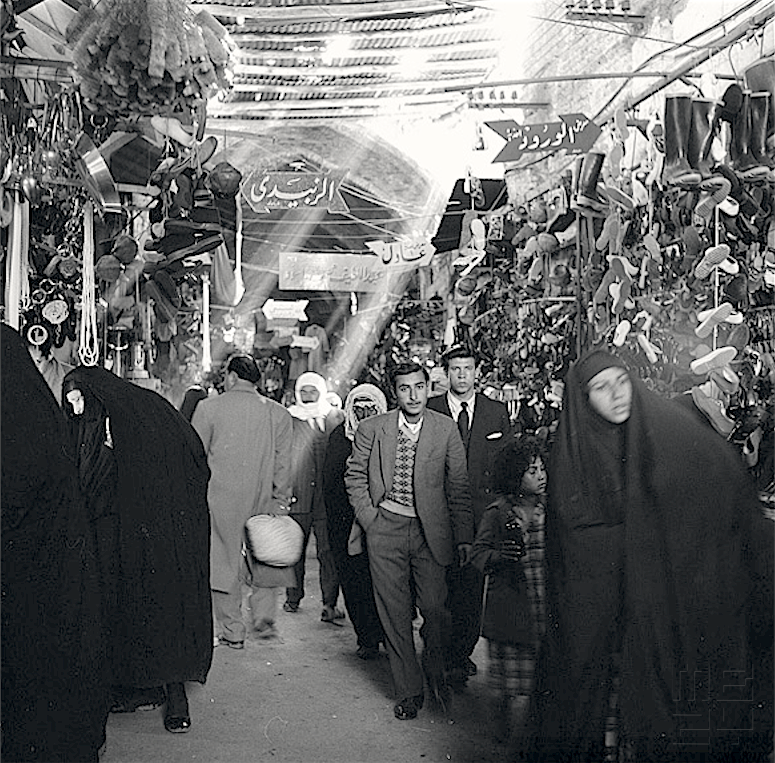
Traditional market, Baghdad, 1961
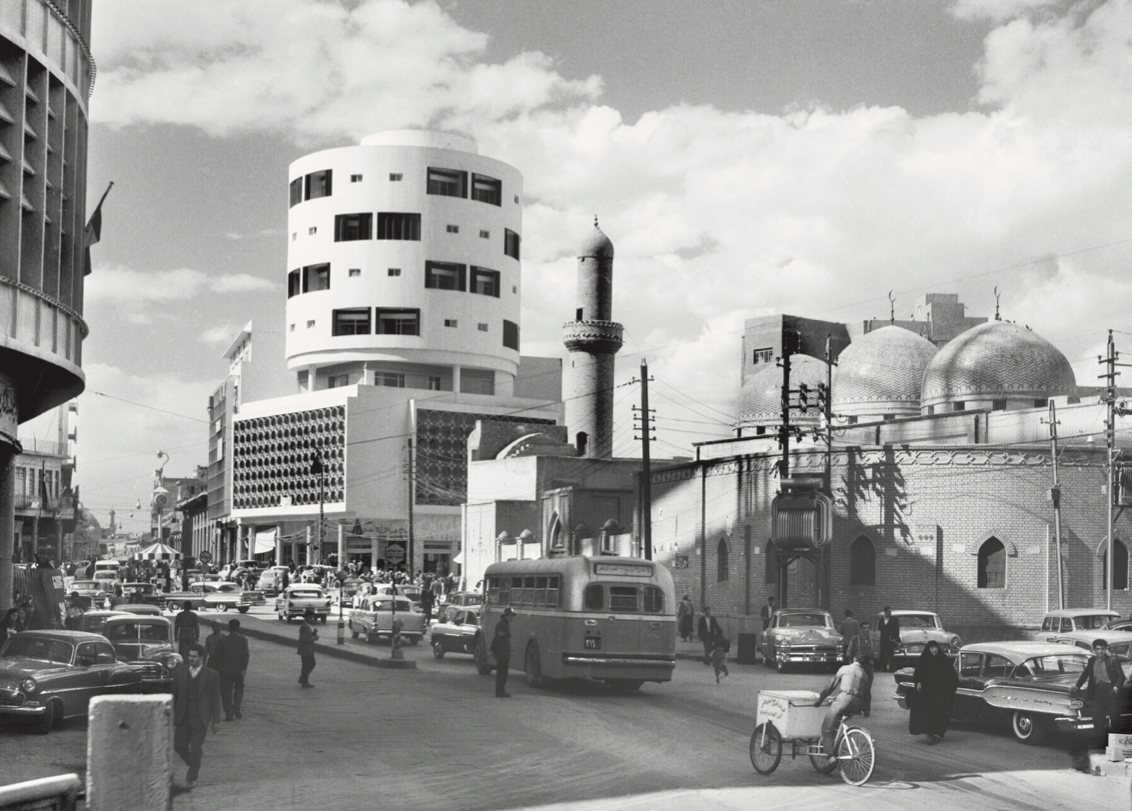

## Legado
Al-Ani es protagonista de dos libros:
- Tamara Chalabi y Morad Montazami, Latif Al Ani, Hajte Cantz, 2017,ISBN 978-3-7757-4270-2[20]
- Hoor Al Qasimi, Kathleen Butti y Muʼassasaẗ al-Šāriqaẗ li-l-funūn, Latif Al Ani: Through the Lens, 1953-1979, Sharjah Art Foundation, 2018